# Абібола
Абібо́ла (каз. Абибола) — село у складі Жетисайського району Туркестанської області Казахстану. Адміністративний центр Казибек-бійського сільського округу.
У радянські часи село називалось Калініно.
Населення — 2210 осіб (2021; 1550 у 2009, 1154 у 1999, 987 у 1989).